# صلاح الدين أيوب
صلاح الدين بن أيوب (1 ديسمبر 1961 - 23 يوليو 2023) هو سياسي ماليزي شغل منصب وزير التجارة الداخلية وتكاليف المعيشة في عهد رئيس الوزراء أنور إبراهيم من ديسمبر 2022 حتى وفاته في يوليو 2023 ووزير الزراعة والصناعة في عهد رئيس الوزراء مهاتير محمد من مايو 2018 إلى استقالته في فبراير 2020. كما شغل منصب في ديوان الرعية من مايو 2018 حتى وفاته في يوليو 2023، وكان عضوًا في الجمعية التشريعية لولاية جوهور (MLA) من مايو 2018 حتى وفاته في يوليو 2023، وكان عضوًا في حزب الأمانة الوطني.

## الحياة الشخصية
متزوج من فاطمة طه في عام 1985 وله ستة أبناء وثمانية أحفاد.